# Mediodía (Madrid)

Mediodía fue un distrito de la ciudad de Madrid, correspondiente a la división histórica en 18 distritos y 120 barrios de 1970, que desapareció tras la aprobación de la división administrativa en 21 distritos aprobada en pleno en 27 de marzo de 1987 y que entró en vigor en julio de 1988. Subdividido a su vez en 6 barrios (Santa Catalina, San Fermín, Los Rosales, San Cristóbal, Butarque y Villa de Vallecas), su territorio pasó a pertenecer los nuevos distritos de Usera (desgajado de Villaverde), Puente de Vallecas y Villa de Vallecas, así como al de Villaverde. Tenía una extensión de 6670 hectáreas y una población (en 1987) de 173 040 habitantes.
La sede de su junta de distrito se encontraba en el número 9 de la plaza del Pinazo.